# Typhloiulus tobias
Typhloiulus tobias är en mångfotingart som beskrevs av Berlese 1886. Typhloiulus tobias ingår i släktet Typhloiulus och familjen kejsardubbelfotingar. Inga underarter finns listade i Catalogue of Life.